# Cláudio Caçapa
Cláudio Roberto da Silva, plus connu sous le nom de Cláudio Caçapa, est un footballeur brésilien, né le 29 mai 1976 à Lavras, dans l'État de Minas Gerais (Brésil). Il est naturalisé français le 5 octobre 2006.
Dés le 1er juillet 2023 , Cláudio Caçapa est nommé entraineur interim du club brésilien Botafogo. Claudio quitte provisoirement son poste d'entraineur adjoint de Laurent Blanc a l'Olympique lyonnais le temps que le club trouve un entraineur. Il est par la suite entraineur du RWD Molenbeek.

## Biographie

### Carrière de joueur
Cláudio Roberto da Silva commence le football à l'âge de 5 ans. Alors qu'il évolue durant son adolescence au poste de milieu offensif, il profite d'un tournoi à Belo Horizonte pour reculer en défense. Claudio a alors 20 ans et décroche un essai à l'Atlético Mineiro. L'essai s'avère concluant et il signe un contrat pour le club de l'État du Minas Gerais. 
Caçapa reçoit le titre de « ballon d'argent brésilien » en 1999.
Il dispute son premier match en Ligue 1 le 17 février 2001, à l'occasion de la rencontre Toulouse – Lyon (1-1). Le 11 avril 2007, Caçapa annonce qu'il quitte l'OL en fin de saison, après avoir passé plus de six ans au club et gagné autant de titres de champion de France.
Libre à la fin de la saison 2006-2007, alors qu'il est annoncé au Genoa, au PSG ou à Al-Rayyan, il signe un contrat de deux saisons 2007 avec Newcastle United. En fin de saison 2008-2009, le club termine 18e et est relégué en Football League Championship (D2). Claudio vit très mal cet échec et refuse alors des offres de clubs grecs ou français (Montpellier HSC) pour privilégier un retour dans son pays natal.
En 2009, il s'engage avec Cruzeiro, le club rival de l'Atlético Mineiro où il a été formé. Il réalise alors une bonne fin de saison, aide le club à terminer 4e de la Série A 2009 et à se qualifier pour la Copa Libertadores 2010. En décembre 2009, le club lui propose alors de prolonger son contrat jusqu'en juillet 2011. La saison suivante, il joue 15 matchs de championnat et inscrit un but le 29 septembre 2010 lors de la victoire 3-0 contre l'Atlético Goianiense. Il apporte toute son expérience aux jeunes défenseurs tels Gil, Thiago Heleno et Jonathan. Après avoir terminé vice-champion du Brésil derrière Fluminense, la direction décide de le licencier le 6 janvier 2011.
En janvier 2011, il retrouve la France en s'engageant avec le club d'Évian Thonon Gaillard Football Club pour six mois. 
Il joue son premier match le 12 février 2011 lors de la victoire 1-0 contre LB Châteauroux et participe à la montée de son club en Ligue 1.
Le 26 juillet 2011, il signe en faveur du club brésilien de l'Avaí FC.
En janvier 2012, il met un terme à sa carrière de joueur.

### Carrière d'entraîneur

#### Équipe de jeunes du Brésil
En décembre 2013, il est nommé sélectionneur des moins de 15 ans de la sélection brésilienne. Il est licencié de ce poste le 27 février 2015. 

#### Adjoint à l'Olympique Lyonnais
En janvier 2016, il est nommé adjoint de Bruno Génésio à l'Olympique lyonnais. Il signe un contrat de 12 mois pour aider l'entraîneur au poste spécifique des défenseurs et est prolongé par la suite.

#### T1 intérimaire de Botafogo
Le 1er juillet 2023, il est nommé entraineur intérimaire de Botafogo par John Textor, le temps que le club trouve un entraineur, celui ci rejoindra le staff de Laurent Blanc à l'Olympique lyonnais.  

#### T1 au RWD Molenbeek, en Belgique
Le 25 juillet 2023, il devient le nouvel entraîneur du RWD Molenbeek, en remplacement de Vincent Euvrard, et aura pour mission de maintenir le club pour la saison 2023-2024 en Jupiler Pro League, la plus haute division belge.
Le 11 février 2024, Cláudio Caçapa est limogé de son poste d'entraineur à la suite de la défaite 0-4 face à l'Antwerp et un 7e match consécutif sans victoire.  Le club est 14e (sur 16) au moment de son renvoi, une place synonyme de jouer les "Playdowns" pour assurer le maintien en D1.

### En club
| Saison                | Club                      | Championnat           | Championnat | Championnat | Coupe nationale | Coupe nationale | Coupe de la Ligue | Coupe de la Ligue | Supercoupe | Supercoupe | Compétition(s) continentale(s) | Compétition(s) continentale(s) | Compétition(s) continentale(s) | Autres | Autres | Total | Total |
| Saison                | Club                      | Division              | M.          | B.          | M.              | B.              | M.                | B.                | M.         | B.         | Comp.                          | M.                             | B.                             | M.     | B.     | M.    | B.    |
| 1997                  | Atlético Mineiro          | Serie A               | 6           | 0           | -               | -               | -                 | -                 | -          | -          | -                              | -                              | -                              | -      | -      | 6     | 0     |
| 1998                  | Atlético Mineiro          | Serie A               | 15          | 0           | 2               | 1               | -                 | -                 | -          | -          | -                              | -                              | -                              | -      | -      | 17    | 1     |
| 1999                  | Atlético Mineiro          | Serie A               | 29          | 1           | 3               | 0               | -                 | -                 | -          | -          | -                              | -                              | -                              | -      | -      | 32    | 1     |
| 2000                  | Atlético Mineiro          | Serie A               | 18          | 1           | 4               | 1               | -                 | -                 | -          | -          | -                              | -                              | -                              | -      | -      | 22    | 2     |
| Sous-total            | Sous-total                | Sous-total            | 68          | 2           | 9               | 2               | -                 | -                 | -          | -          | -                              | -                              | -                              | -      | -      | 77    | 4     |
| 2000-2001             | Olympique lyonnais (prêt) | Ligue 1               | 6           | 1           | 2               | 0               | 3                 | 1                 | -          | -          | C1                             | 2                              | 0                              | -      | -      | 13    | 2     |
| 2001-2002             | Olympique lyonnais        | Ligue 1               | 15          | 0           | 2               | 0               | 1                 | 0                 | -          | -          | C1                             | 3                              | 0                              | -      | -      | 21    | 0     |
| 2002-2003             | Olympique lyonnais        | Ligue 1               | 36          | 2           | -               | -               | 2                 | 0                 | 1          | 0          | C1+C3                          | 6+2                            | 0                              | -      | -      | 47    | 2     |
| 2003-2004             | Olympique lyonnais        | Ligue 1               | 15          | 1           | 1               | 0               | -                 | -                 | -          | -          | C1                             | 3                              | 0                              | -      | -      | 19    | 1     |
| 2004-2005             | Olympique lyonnais        | Ligue 1               | 21          | 1           | -               | -               | -                 | -                 | 1          | 0          | C1                             | 5                              | 0                              | -      | -      | 27    | 1     |
| 2005-2006             | Olympique lyonnais        | Ligue 1               | 26          | 2           | 2               | 0               | -                 | -                 | 1          | 0          | C1                             | 7                              | 0                              | -      | -      | 36    | 2     |
| 2006-2007             | Olympique lyonnais        | Ligue 1               | 6           | 0           | 2               | 0               | -                 | -                 | 1          | 0          | C1                             | 1                              | 0                              | -      | -      | 10    | 0     |
| Sous-total            | Sous-total                | Sous-total            | 125         | 7           | 9               | 0               | 6                 | 1                 | 4          | 0          | -                              | 29                             | 0                              | -      | -      | 173   | 8     |
| 2007-2008             | Newcastle                 | Premier League        | 19          | 1           | 2               | 1               | 1                 | 0                 | -          | -          | -                              | -                              | -                              | -      | -      | 22    | 2     |
| 2008-2009             | Newcastle                 | Premier League        | 6           | 0           | -               | -               | 1                 | 0                 | -          | -          | -                              | -                              | -                              | -      | -      | 7     | 0     |
| Sous-total            | Sous-total                | Sous-total            | 25          | 1           | 2               | 1               | 2                 | 0                 | -          | -          | -                              | -                              | -                              | -      | -      | 29    | 2     |
| 2009                  | Cruzeiro EC               | Serie A               | 7           | 0           | -               | -               | -                 | -                 | -          | -          | -                              | -                              | -                              | -      | -      | 7     | 0     |
| 2010                  | Cruzeiro EC               | Serie A               | 15          | 1           | -               | -               | -                 | -                 | -          | -          | -                              | -                              | -                              | 9      | 1      | 24    | 2     |
| Sous-total            | Sous-total                | Sous-total            | 22          | 1           | -               | -               | -                 | -                 | -          | -          | -                              | -                              | -                              | 9      | 1      | 31    | 2     |
| 2010-2011             | Evian TG                  | Ligue 2               | 13          | 1           | -               | -               | -                 | -                 | -          | -          | -                              | -                              | -                              | -      | -      | 13    | 1     |
| Sous-total            | Sous-total                | Sous-total            | 13          | 1           | -               | -               | -                 | -                 | -          | -          | -                              | -                              | -                              | -      | -      | 13    | 1     |
| 2011                  | Avaí FC                   | Serie A               | 6           | 0           | -               | -               | -                 | -                 | -          | -          | -                              | -                              | -                              | -      | -      | 6     | 0     |
| Sous-total            | Sous-total                | Sous-total            | 6           | 0           | -               | -               | -                 | -                 | -          | -          | -                              | -                              | -                              | -      | -      | 6     | 0     |
| Total sur la carrière | Total sur la carrière     | Total sur la carrière | 259         | 12          | 20              | 3               | 8                 | 1                 | 4          | 0          | -                              | 29                             | 0                              | 9      | 1      | 329   | 17    |

## Palmarès
- Atlético MG
  - Vainqueur de la Copa CONMEBOL en 1997 avec l'Atlético MG
  - Vainqueur du championnat de l'État du Minas Gerais en 1997

- Olympique lyonnais
  - Champion de France de Ligue 1 en 2002, 2003, 2004, 2005, 2006 et 2007
  - Vainqueur de la Coupe de la Ligue en 2001
  - Vainqueur du Trophée des champions en 2002, 2004, 2005 et 2006
- Évian Thonon Gaillard FC
  - Champion de France de Ligue 2 en 2011